# André Prous
André Pierre Prous Poirier é arqueólogo e professor do Departamento de Antropologia e Arqueologia da Faculdade de Filosofia e Ciências Humanas da Universidade Federal de Minas Gerais (UFMG). É um pesquisador de renome internacional especializado em povos caçadores-coletores e estudos de artefatos de pedra.
Concluiu o Doutorado na Sorbonne, em 1974, com uma tese sobre o litoral brasileiro. Ministrou aulas de Pré-História no Departamento de História da Universidade de São Paulo entre 1971 e 1975. 
Participou da Missão Arqueológica Franco-Brasileira de Lagoa Santa e na escavação do esqueleto mais tarde batizado com o nome de Luzia. No final de 1975, criou o Setor de Arqueologia do Museu de História Natural da UFMG. 
André Prous Poirier  é especialista em povos caçadores-coletores e no estudo de artefatos líticos (de pedra). 
Também desenvolveu pesquisas sobre arte rupestre e sobre as populações ceramistas responsáveis pela tradição pré-histórica Tupiguarani, dentre outras.

## Obras (seleção)
- Arqueologia Brasileira: a pré-história e os verdadeiros colonizadores (2019). Prous, André. Cuiabá: Archaeo/Carlini & Canaiato Editorial. ISBN: 8580092817
- Arqueologia Brasileira - 2ª ed. (2002), 1ª ed. (1992) Brasília: Editora da UNB, ISBN 85-230-0316-9
- O patrimônio arqueológico da região de Matozinhos: conhecer para proteger (2003) - PROUS, André; BAETA, A.; RUBBIOLI, E. - 1ª ed. Belo Horizonte
- Apuntes para análisis de industrias líticas (2004) - Ortigueira: Fundación Federico Maciñeira
- O Brasil Antes Dos Brasileiros: A Pré-História do Nosso País (2006) - Editora: Jorge Zahar Editor Ltda., ISBN 8-571-10920-6
- Brasil Rupestre. Arte pré-histórica brasileira (2006) - JORGE, Marcos; PROUS, André; RIBEIRO, Loredana - Editora: Zencrane Livros